# Jean Reno

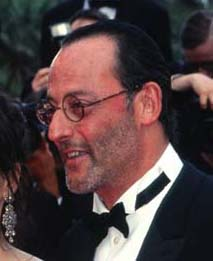
Jean Reno

Jean Reno (n. 30 iulie 1948, Casablanca, Marocul francez) este un actor de film francez.

## Biografie
S-a născut pe 30 iulie 1948 în Casablanca (Maroc) din părinți spanioli (din Cadiz-Andaluzia) ce au fugit din țara natală și s-au refugiat în Africa pentru a scăpa de regimul fascist al lui Francisco Franco („El Caudillo”) și a primit la naștere numele Juan Moreno y Herrera Jiménez. S-a stabilit în Franța abia la vârsta de 17 ani împreună cu tatăl său, mama sa murind de tuberculoză când familia încă se afla în Maroc. A început să studieze actoria mai târziu și a apărut atât la televiziune cât și pe scenele de teatru. A jucat în toate piesele pe care le-a pus în scenă regizorul Didier Flamand din 1977 până în 1981, și apoi a avut rolul principal în primul film al acestuia ”Vis, La “(1993). Datorită constituției fizice cu care a fost înzestrat de natură, la începutul carierei a primit numai rol de indivizi brutali. Mulțumită aptitudinilor ce aveau să apară mai târziu, a reușit să se rupă de aceste stereotipuri și să interpreteze orice rol începând cu comedii romantice ( “Vizitatorii”, “Pantera Roz”) până la filme de acțiune (Ronin, Leon, etc). În cariera a avut de două ori ocazia să joace roluri de “ucigași plătiți” fără scrupule - psihoticul “Victor the Cleaner” în Nikita (1990) precum și cel al mai calmului Léon in “Léon” (1994). Mai târziu avea să refuze rolul Agent Smith (interpretat până la urma magistral de Hugo Weaveing) în “The Matrix” (1999) pentru cel al agentului special francez din “Godzilla” (1998). Urmează rolul “Bezu Fache” în “The Da Vinci Code” (2006). Înainte de acest film, Harvey Keitel interpretase un rol similar în “National Treasure” (2004), care de asemeni se baza pe teoria unor secrete ce sunt deținute de organizații fondate încă din antichitate, din care fac parte și Cavalerii Templieri, interesant fiind faptul că, Harvey Keitel jucase de asemeni rolul “The Cleaner” în “Point of No Return” (1993), film ce a fost un remake după Nikita (1990), în care Reno fusese “The Cleaner”.
Reno are o carieră de peste 20 de ani și a colaborat cu Luc Besson încă din 1982, cu "The Last Combat", au urmat "Subway" (1985), "Le Grand Bleu" (1987), "Nikita" (1989), "Léon" (1994). Reno este cunoscut și pentru alte producții de succes, cum ar fi "French Kiss" (1994) sau filmele de acțiune "Mission Impossible" (1995), "Godzilla" (1998), regizat de Roland Emmerich, precum și "Ronin" (1997) în regia lui John Frankenheimer.
În 1977, Reno s-a căsătorit cu Genevieve, cu care are doi copii: Sandra (n. 1978) și Mickael (n. 1980) iar 1995 au divorțat. În 1996 a cunoscut-o plimbându-se pe Champs Elysées pe cea de-a doua soție, top-modelul Nathalie Dyszkiewicz, cu care s-a căsătorit. Și de această dată a avut doi copii Tom ( 6 noiembrie 1996) și Serena ( 28 iulie 1998) și din nou a divorțat (2001). Ultima dată când a apărut în fața ofițerului de stare civilă, a fost pe 29 iulie 2006 la primăria din Beaux-de-Provence, Franța, când în prezența bunilor săi prieteni Johnny Hallyday (vedetă rock) și Nicolas Sarkozy (pe atunci ministru de interne) i-a jurat credință actriței Zofia Borucka.

## Filmografie
| An   | Titlu                                                                                             | Rol                                                          | Note                                                                                       |
| ---- | ------------------------------------------------------------------------------------------------- | ------------------------------------------------------------ | ------------------------------------------------------------------------------------------ |
| 1980 | The Moroccan Stallion                                                                             |                                                              |                                                                                            |
| 1982 | La Passante du Sans-Souci                                                                         |                                                              |                                                                                            |
| 1983 | Le Dernier Combat                                                                                 |                                                              |                                                                                            |
| 1985 | Le téléphone sonne toujours deux fois!!                                                           | Marraine 's confidence man                                   |                                                                                            |
| 1985 | Subway                                                                                            | The Drummer                                                  |                                                                                            |
| 1988 | Le Grand Bleu (The Big Blue)                                                                      | Enzo Molinari                                                | Nominalizare la - César Award for Best Supporting Actor                                    |
| 1990 | L'Homme au masque d'or                                                                            | Father Victorio Gaetano                                      |                                                                                            |
| 1990 | Nikita                                                                                            | Victor, nettoyeur                                            |                                                                                            |
| 1991 | Loulou Graffiti                                                                                   | Pique la Lune                                                |                                                                                            |
| 1991 | L'Opération Corned-Beef                                                                           | Capitaine Philippe Boulier, dit 'Le Squale'/Captain Philippe |                                                                                            |
| 1992 | Kurenai no buta                                                                                   | Porco Rosso                                                  | Voce                                                                                       |
| 1993 | La Vis                                                                                            | Monsieur K                                                   |                                                                                            |
| 1993 | Paranoïa                                                                                          |                                                              | Short Subject                                                                              |
| 1993 | Flight from Justice                                                                               | Charlie Bert                                                 | TV                                                                                         |
| 1993 | Les Visiteurs                                                                                     | Godefroy de Papincourt, Comte de Montmirail                  | Nominalizare la - César Award for Best Actor                                               |
| 1994 | Léon (The Professional)                                                                           | Leon                                                         | Nominalizare la - César Award for Best Actor                                               |
| 1995 | Les Truffes                                                                                       | Patrick                                                      |                                                                                            |
| 1995 | French Kiss                                                                                       | Inspector Jean-Paul Cardon                                   |                                                                                            |
| 1995 | Al di là delle nuvole                                                                             | Carlo                                                        |                                                                                            |
| 1996 | Mission: Impossible                                                                               | Franz Krieger                                                |                                                                                            |
| 1996 | Le Jaguar                                                                                         | Jean Campana                                                 |                                                                                            |
| 1997 | Roseanna's Grave                                                                                  | Marcello                                                     |                                                                                            |
| 1997 | Un amour de sorcière                                                                              | Molok                                                        |                                                                                            |
| 1997 | Les Soeurs Soleil                                                                                 | Un spectateur                                                |                                                                                            |
| 1998 | Les Visiteurs II: Les Couloirs du temps                                                           | Comte Godefroy de Montmirail, dit Godefroy                   |                                                                                            |
| 1998 | Godzilla                                                                                          | Philippe Roaché                                              |                                                                                            |
| 1998 | Ronin                                                                                             | Vincent                                                      |                                                                                            |
| 2000 | Les Rivières pourpres (Crimson Rivers)                                                            | Pierre Niemans                                               | Nominalizare la - European Film Award: Jameson People's Choice Award - Best European Actor |
| 2001 | Just Visiting                                                                                     | Count Thibault of Malfete                                    |                                                                                            |
| 2001 | Wasabi                                                                                            | Hubert Fiorentini                                            |                                                                                            |
| 2002 | Décalage horaire                                                                                  | Felix                                                        |                                                                                            |
| 2002 | Rollerball                                                                                        | Alexis Petrovich                                             |                                                                                            |
| 2003 | Tais-toi!                                                                                         | Ruby                                                         |                                                                                            |
| 2004 | Onimusha 3: Demon Siege (Capcom-based popular franchise)                                          | Jacques Blanc                                                | Character model, Voce Videogame                                                            |
| 2004 | Les Rivières pourpres II: Les anges de l'apocalypse (Crimson Rivers II: Angels of the Apocalypse) | Commissaire Niemans                                          |                                                                                            |
| 2004 | Hotel Rwanda                                                                                      | Mr. Tillens                                                  | Uncredited                                                                                 |
| 2004 | L'Enquête Corse                                                                                   | Ange Leoni                                                   |                                                                                            |
| 2005 | L'Empire des loups (Empire of the Wolves)                                                         | Jean-Louis Schiffer                                          |                                                                                            |
| 2005 | The Tiger and the Snow                                                                            | Fuad                                                         |                                                                                            |
| 2006 | The Pink Panther                                                                                  | Gilbert Ponton                                               |                                                                                            |
| 2006 | Flyboys                                                                                           | Captain Thenault                                             |                                                                                            |
| 2006 | The Da Vinci Code                                                                                 | Captain Bezu Fache                                           |                                                                                            |
| 2006 | Flushed Away                                                                                      | Le Frog                                                      | Voce                                                                                       |
| 2008 | Ca$h                                                                                              | Maxime - Dubreuil                                            |                                                                                            |
| 2009 | The Pink Panther 2                                                                                | Gilbert Ponton                                               |                                                                                            |
| 2009 | Le Premier Cercle                                                                                 | Milo Malakian                                                |                                                                                            |
| 2009 | Couples Retreat                                                                                   | Marcel                                                       |                                                                                            |
| 2009 | Armored                                                                                           | Quinn                                                        |                                                                                            |
| 2010 | The Round Up                                                                                      | Dr. Sheinbaum                                                |                                                                                            |
| 2010 | The Philosopher                                                                                   | Baggio                                                       |                                                                                            |
| 2010 | L'immortel (22 Bullets)                                                                           | Charly Matteï                                                |                                                                                            |
| 2011 | Margaret                                                                                          | Ramon                                                        | awaiting release                                                                           |
| 2011 | The Late Late Show with Craig Ferguson                                                            | Himself                                                      | Multiple episodes filmed in Paris                                                          |
| 2011 | Toyota commercial                                                                                 | Doraemon                                                     | one of a series featuring Doraemon characters                                              |
| 2012 | Fantômas                                                                                          | Juve                                                         | awaiting release                                                                           |